# Блеч
Блеч (Alosa maeotica) е вид лъчеперка от семейство Селдови (Clupeidae). Видът е незастрашен от изчезване.

## Разпространение
Разпространен е в България, Грузия, Румъния, Русия, Турция и Украйна.

## Описание
На дължина достигат до 31 cm.
Продължителността им на живот е около 6 години.